# Tullio Dandolo
Tullio Dandolo (født 2. september 1801 i Varese, død 16. april 1870 i Urbino) var en italiensk forfatter. Han var søn af agronomen og kemikeren Vincenzo Dandolo samt far til patrioterne Enrico og Emilio Dandolo.
Blandt Dandolos mange værker kan nævnes:
- Viaggio per la Svizzera (13 bind, 1820-36)
- Studi sul secolo di Pericle e il secolo di Augusto (2 bind, 1835-37)
- Reminiscenze e fantasie (2 bind, 1841)
- Roma e l'imperio sino a Marco Aurelio (1844)
- I secoli di due sommi Italiani, Dante e Colombo (2 bind, 1852)
- Il Pensiero pagano e il Pensiero cristiano nei giorni dell' Imperio (3 bind, 1855)
- Storia del Pensiero nei tempi moderni (3 bind, 1864-71)